# بوب إميري
بوب إميري (بالإنجليزية: Bob Emery)‏ هو لاعب هوكي الجليد أمريكي، ولد في 4 مارس 1964 في سومرفيل في الولايات المتحدة.

## وصلات خارجية
- بوب إميري على موقع دوري الهوكي الوطني (الإنجليزية)
- بوب إميري على موقع EliteProspects.com (الإنجليزية)
- بوب إميري على موقع HockeyDB.com (الإنجليزية)